# Dahlandermotor
En dahlandermotor er en asynkronmotor/to-hastighedsmotor med pol-omkobbelbare viklinger. Dahlander-motorens kobling giver et poltal-forhold på 1:2. Ud fra dette kan vi udlede at dahlander-motoren kendes på forholdet i omdrejningstal på 1:2, som kan aflæses på mærkepladen. F.eks. 700 rpm ved lav hastighed og 1400 rpm ved høj, og mærkepladen vil altid vise følgende Δ/YY (konstant moment), eller Y/YY (ventilator moment). Den høje hastighed er i begge tilfælde dobbeltstjerne-kobling.
Der er flere måder at gøre en vikling pol-omkobbelbar på og derved få en bedre udnyttelse af motoren end ved motorer med adskilte viklinger. Hver fase består af to viklingsdele som er koblet i serie med hinanden.

## Moment
Hvis der ydes ca. samme moment i begge hastigheder, har motoren et konstant moment. Denne motortype angives som Δ/YY (trekant/dobbelt-stjerne). Konstant momentkobling bevirker, at motorens moment er det samme ved begge omdrejningstal. For at det er muligt skal mærke effekten være 3:2. Det opnås ved at koble viklingerne om til dobbelt stjerne ved høje omdrejninger.
En dahlander motor med ventilator moment har et lavere moment når den kører lav hastighed og motor typen angives som Y/YY (stjerne/dobbelt-stjerne).